# 徐匡迪

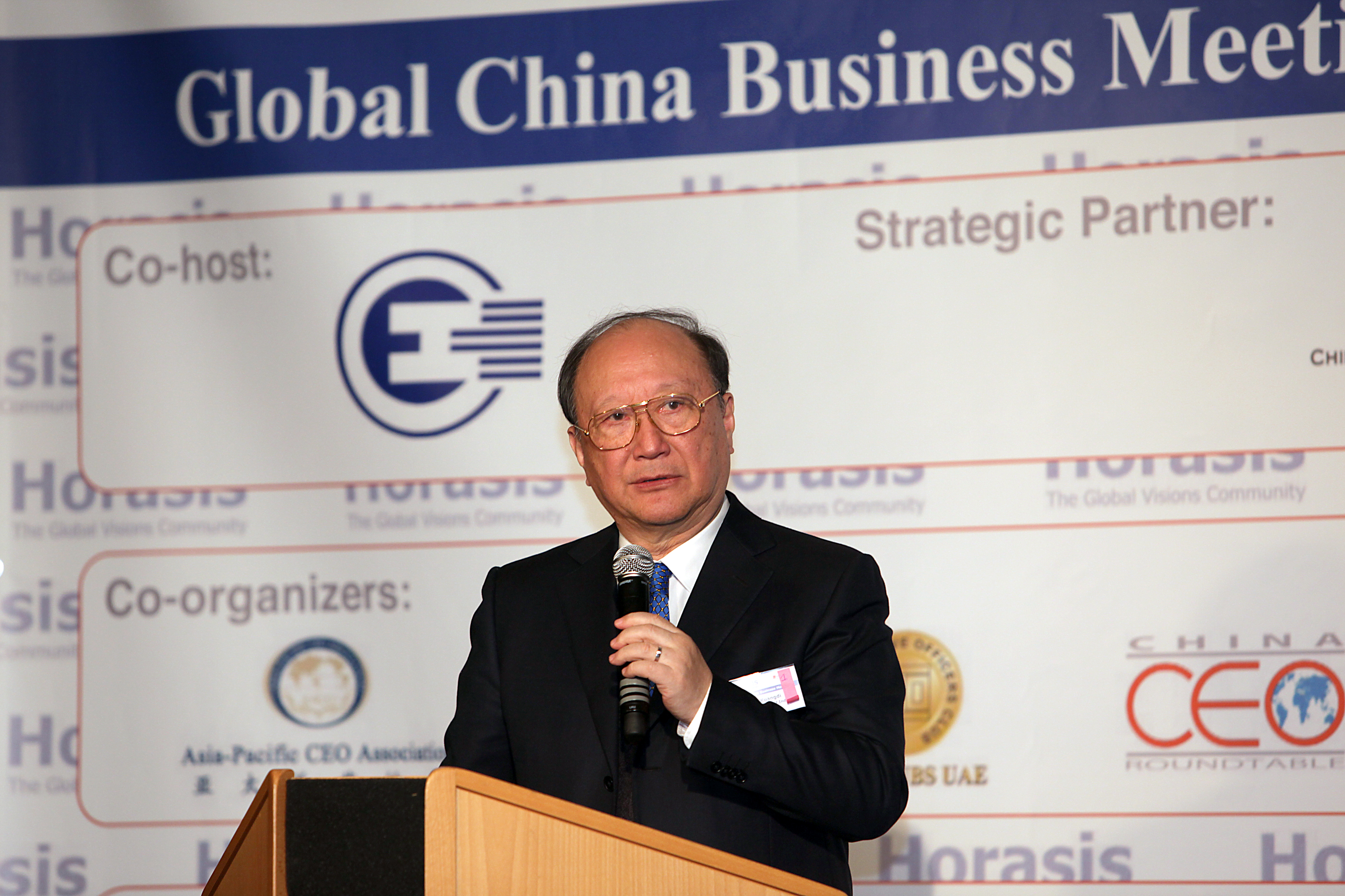
徐匡迪

徐 匡迪（じょ きょうてき、Xu QuangDi、1937年12月 - ）は中華人民共和国の政治家、金属工学者。浙江省桐郷市生まれ。
中国共産党中央政治局第14期候補委員、第15・16期委員、前上海市党委員会副書記、元上海市長。中国工程院院長、党組書記、全国政治協商会議副主席、中国工業経済連合会会長、上海大学教授、スウェーデン王立工科大学（the Royal Institute of Technology）外国籍会員、イギリス王立工学アカデミー（the Royal Academy of Engineering）名誉会員。2016年現在、中国工程院主席団名誉主席。

## 略歴
1959年に北京鋼鉄工業学院冶金学部卒業。その後、長い間上海工業大学（現・上海大学）に研究者・教授として在籍する。1983年に中国共産党入党。その前後の数年間、イギリスに留学し、スウェーデンの企業に招聘された。1989年上海市高等教育局局長に昇進。天安門事件の際、上海の大学生たちの動きにうまく対応したため、政治的才能を当時上海市長であった朱鎔基に認められ重用された。92年に経済担当の副市長に昇進し、95年上海市市長になった。上海史上はじめての教授出身の市長であり「学者市長」と呼ばれた。彼は外国資本を導入し、各地の人材を集めて、上海の経済成長に貢献した。
徐匡迪は朱鎔基に抜擢されたが、いわゆる上海閥には属していない。2001年に市長職を辞職し（上海市党委総書記・黄菊との不仲が原因と噂された）、中国工程院院長に就任した。
2006年9月、スウェーデン国王より北極星勲章コマンデール章を授与されている。
2010年6月11日に工程院長を周済副院長に譲り、院長職を退任。

## 外部サイト
- 新華社による紹介（中国語）

| 先代黄菊 | 上海市長1995年 - 2001年 | 次代 陳良宇 |